# Conocephalus striata
Conocephalus striata is een rechtvleugelig insect uit de familie sabelsprinkhanen (Tettigoniidae). De wetenschappelijke naam van deze soort is voor het eerst geldig gepubliceerd in 1942 door Willemse.
1. ↑  (en) Conocephalus striata op de IUCN Red List of Threatened Species.